# Heterodon platirhinos
Espèce
Synonymes
- Heterodon niger Duméril, Bibron & Duméril, 1854
- Heterodon browni Stejneger, 1903

Statut de conservation UICN

 LC  : Préoccupation mineure
Heterodon platirhinos, la Couleuvre à nez plat, est une espèce de serpents de la famille des Dipsadidae.

## Répartition
Cette espèce se rencontre :
- au Canada en Ontario ;
- aux États-Unis au Texas, en Oklahoma, en Louisiane, en Arkansas, au Mississippi, en Alabama, en Géorgie, en Floride, en Caroline du Sud, en Caroline du Nord, au Tennessee, au Kansas, au Missouri, en Illinois, en Indiana, au Kentucky, en Ohio, en Virginie-Occidentale, en Virginie, en Pennsylvanie, au New Jersey, au Maryland, au Delaware, dans le sud-est de l'État de New York, au Connecticut, dans l'Est du Nebraska, au Michigan, au Wisconsin, au Minnesota et dans le sud-est du Dakota du Sud.

## Description

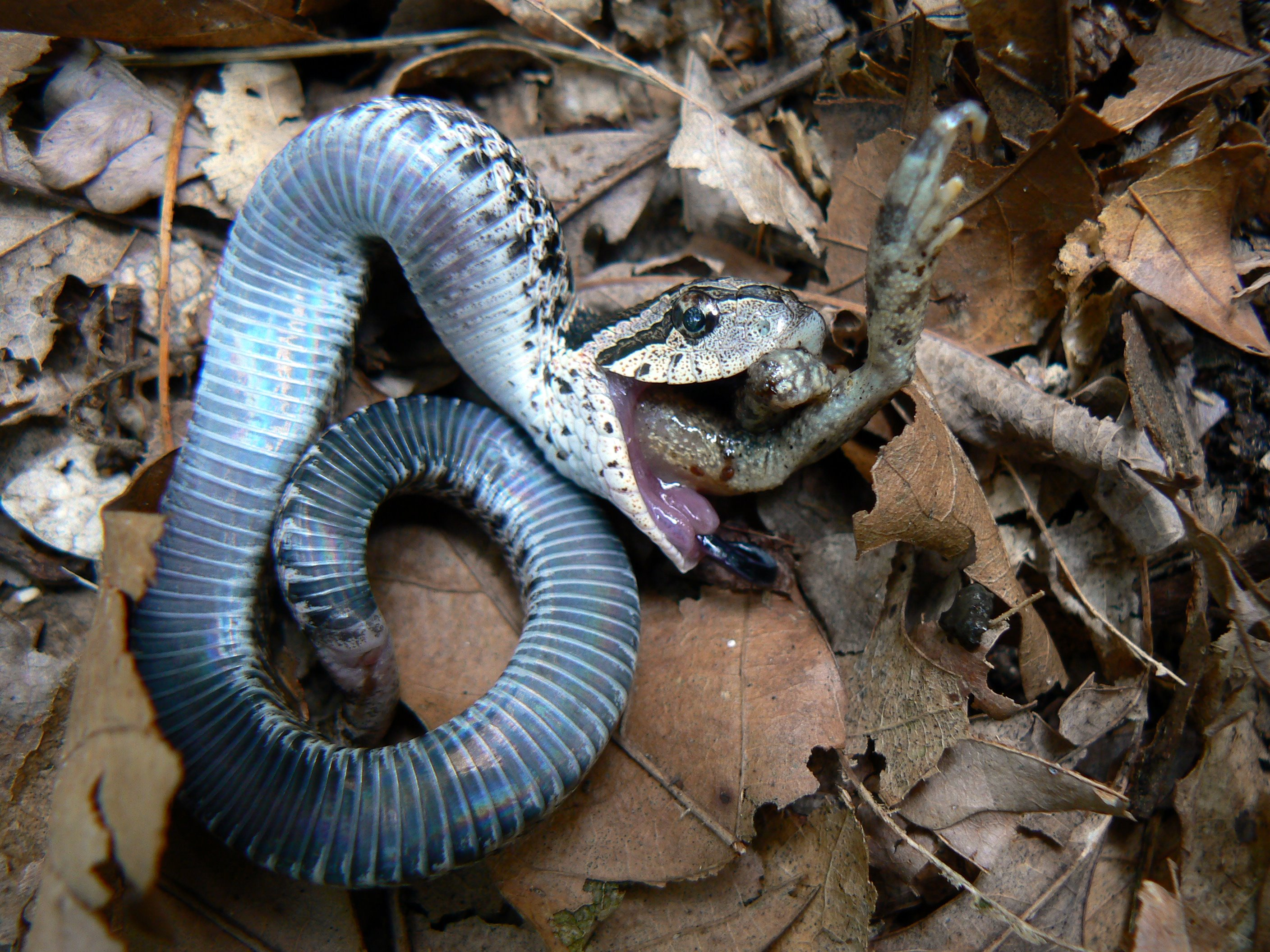
Heterodon platirhinos

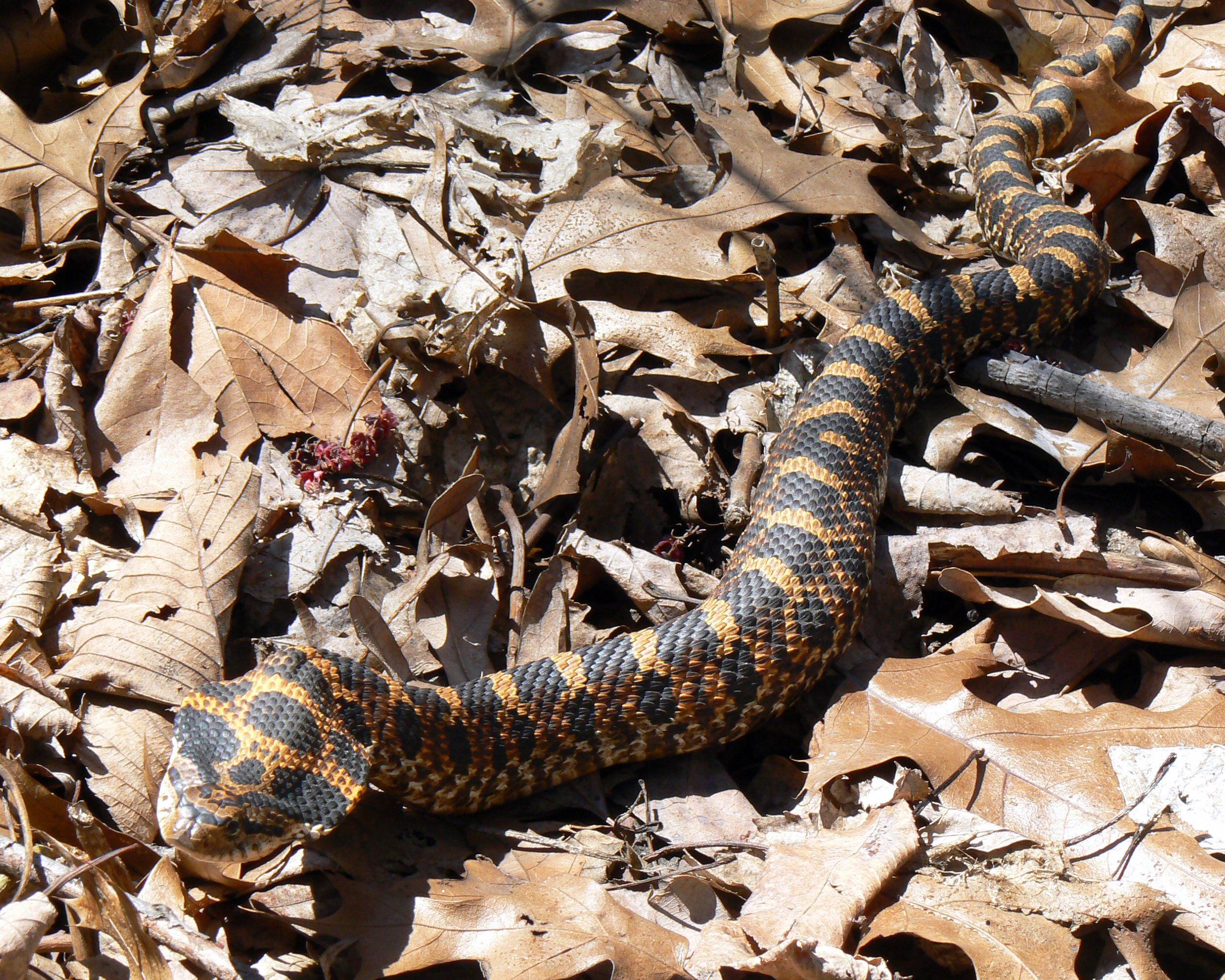
Heterodon platirhinos

Les adultes atteignent environ 70 centimètres, les femelles étant plus grandes que les mâles. La couleur est très variable selon les individus, incluant du rouge, du vert, de l'orange, du brun et des variantes de gris. Ces reptiles ont en général des motifs plus ou moins réguliers sur tout le dos.
Ils produisent du venin mais ne sont pas dangereux pour l'homme car ils ne mordent normalement que pour se nourrir et non pour se défendre.
Ces serpents ovipares se nourrissent de divers amphibiens dont certaines grenouilles produisant des toxines auxquelles ils sont immunisés.

## Publication originale
- Sonnini de Manoncourt & Latreille, 1801 : Histoire naturelle des reptiles : avec figures dessinées d'apres nature, vol. 4, p. 1–410 (texte intégral).